# الكابوس الجديد
الكابوس الجديد هو فيلم تقطيع أمريكي من تأليف وإخراج ويس كرافن وبطولة هيذر لانجينكامب، روبرت إنجلوند، ميكو هيوز وجون ساكسون، صدر الفيلم في 14 أكتوبر 1994.

## روابط خارجية
- الكابوس الجديد على موقع IMDb (الإنجليزية)
- الكابوس الجديد على موقع ميتاكريتيك (الإنجليزية)
- الكابوس الجديد على موقع روتن توميتوز (الإنجليزية)
- الكابوس الجديد على موقع نتفليكس (الإنجليزية)
- الكابوس الجديد على موقع قاعدة بيانات الأفلام العربية
- الكابوس الجديد على موقع ألو سيني (الفرنسية)
- الكابوس الجديد على موقع Turner Classic Movies (الإنجليزية)
- الكابوس الجديد على موقع أول موفي (الإنجليزية)
- الكابوس الجديد على موقع بوكس أوفيس موجو (الإنجليزية)
- الكابوس الجديد على موقع فيلمافينيتي (الإسبانية)